# Oscar Milani
Oscar Milani (* 24. November 1946 in Rosario, Argentinien) ist ein deutsch-argentinischer Cembalist.

## Leben
Milani studierte in Rosario und in Buenos Aires zunächst Medizin und dann Musik. Dank eines Stipendiums der Bariloche-Stiftung spezialisierte er sich in Cembalo, Kammermusik und Historische Aufführungspraxis. Seine Karriere als Solist und Continuospieler begann er in Argentinien mit dem Kammerorchester Camerata Bariloche. Mehrere Tourneen führten ihn mit dem Orchester durch Südamerika und Europa.
In seinem Bestreben nach Authentizität baute er sich nach originalen Vorbildern eines der ersten Cembali seines Landes. 1978 kam Oscar Milani nach Deutschland. Ein Stipendium des DAAD ermöglichte ihm, sein Studium zuerst in Lübeck und dann in Genf bei Marinette Extermann fortzusetzen.
An der Stuttgarter Musikhochschule studierte er bei Kenneth Gilbert. Dort schloss er sein Studium mit der Künstlerischen Abschlussprüfung als bester Absolvent seiner Klasse ab. Es folgten weiterführende Kurse unter anderem bei Johann Sonnleitner, Colin Tilney, Bob van Asperen und Gustav Leonhardt.
Oscar Milani ist Initiator zahlreicher Kurse in Süddeutschland, wie die „Alte-Musik-Woche“ in Neuburg an der Donau. Dort wirkten u. a. Gabriel Garrido, Jean Tubéry, Paolo Pandolfo und Han Tol mit. Seit 1981 unterrichtet er an der Hochschule für Musik Nürnberg Generalbass und Cembalo und seit 1993 an der Hochschule für evangelische Kirchenmusik Bayreuth.
Als Mitglied von Ensembles wie auch als Solist spielte er viele Rundfunk- und CD-Aufnahmen ein. Er transkribierte Werke von Astor Piazzolla und die Orchestersuiten von Johann Sebastian Bach (gemeinsam mit Mario Raskin).